# Sleuthemis
Sleuthemis is een geslacht van libellen (Odonata) uit de familie van de korenbouten (Libellulidae).

## Soorten
Sleuthemis omvat 1 soort:
- Sleuthemis diplacoides Fraser, 1951